# Trận Alte Veste
Trận Alte Veste còn được gọi là Trận Fürth, Trận Zirndorf hay Trận Nuremberg là một trận chiến quan trọng trong chiến tranh Ba Mươi Năm, diễn ra vào đầu tháng 9 năm 1632 giữa quân đội đế quốc đứng đầu là Albrecht von Wallenstein và quân đội Thụy Điển dưới sự chỉ huy của Gustav Adolf.